# 1989 في فنزويلا
فيما يلي قوائم الأحداث التي وقعت خلال عام 1989 في فنزويلا.

## سياسة

### انتهاء فترة المنصب
- 2 فبراير – خايمي لوسنشي رئيس فنزويلا.

## مواليد

### يناير
- 2 يناير – روبرتو مايتن لاعب كرة مضرب فنزويلي.

### فبراير
- 13 فبراير – رافايل أكوستا لاعب كرة قدم فنزويلي.
- 19 فبراير – روبرت كويخادا لاعب كرة قدم فنزويلي.

### مارس
- 23 مارس – غيلمين ريفاس لاعب كرة قدم فنزويلي.

### يوليو
- 26 يوليو – إيفيان ساركوس

### سبتمبر
- 16 سبتمبر – سالومون روندون لاعب كرة قدم فنزويلي.

## وفيات

### أبريل
- 24 أبريل – إدغار سانابريا (مواليد 1911)

### يونيو
- 28 يونيو – ألفريدو ساديل (مواليد 1930) موسيقي فنزويلي.